# Heimburg (Adelsgeschlecht)
Heimburg ist der Name eines alten niedersächsischen Adelsgeschlechts. Die Herren von Heimburg gehören zum Uradel der Harzgegend. Zweige der Familie bestehen bis heute.

## Geschichte

### Herkunft
Einer Legende nach soll der Ahnherr der Familie Hanno gewesen sein, der um 1062 wegen seiner Tapferkeit von König Heinrich IV. das Schloss Heimburg erhielt und sich nach ihm benannt hat.
Erstmals urkundlich erwähnt wird das Geschlecht im Jahre 1134 mit Annone cubiculario in einer Urkunde des Kaisers Lothar III. von Süpplingenburg. Später als Ministerialer des Herzogs Heinrich der Löwe gehörte Anno zu dessen Kernhof. Er versah bei ihm das Hofamt des Kämmerers „camerarius“ und wurde mit dem Amt des Vogts von Goslar betraut. Mit ihm beginnt die Stammreihe des Adelsgeschlechts von Heimburg, die bis heute urkundlich belegt ist.
Burg Heimburg, der namengebende Stammsitz der Familie, liegt beim gleichnamigen Ort Heimburg im Landkreis Harz in Sachsen-Anhalt. Nach Kneschke war das Stammhaus bereits 1147 bis 1242 im Besitz der Familie.

### Ausbreitung

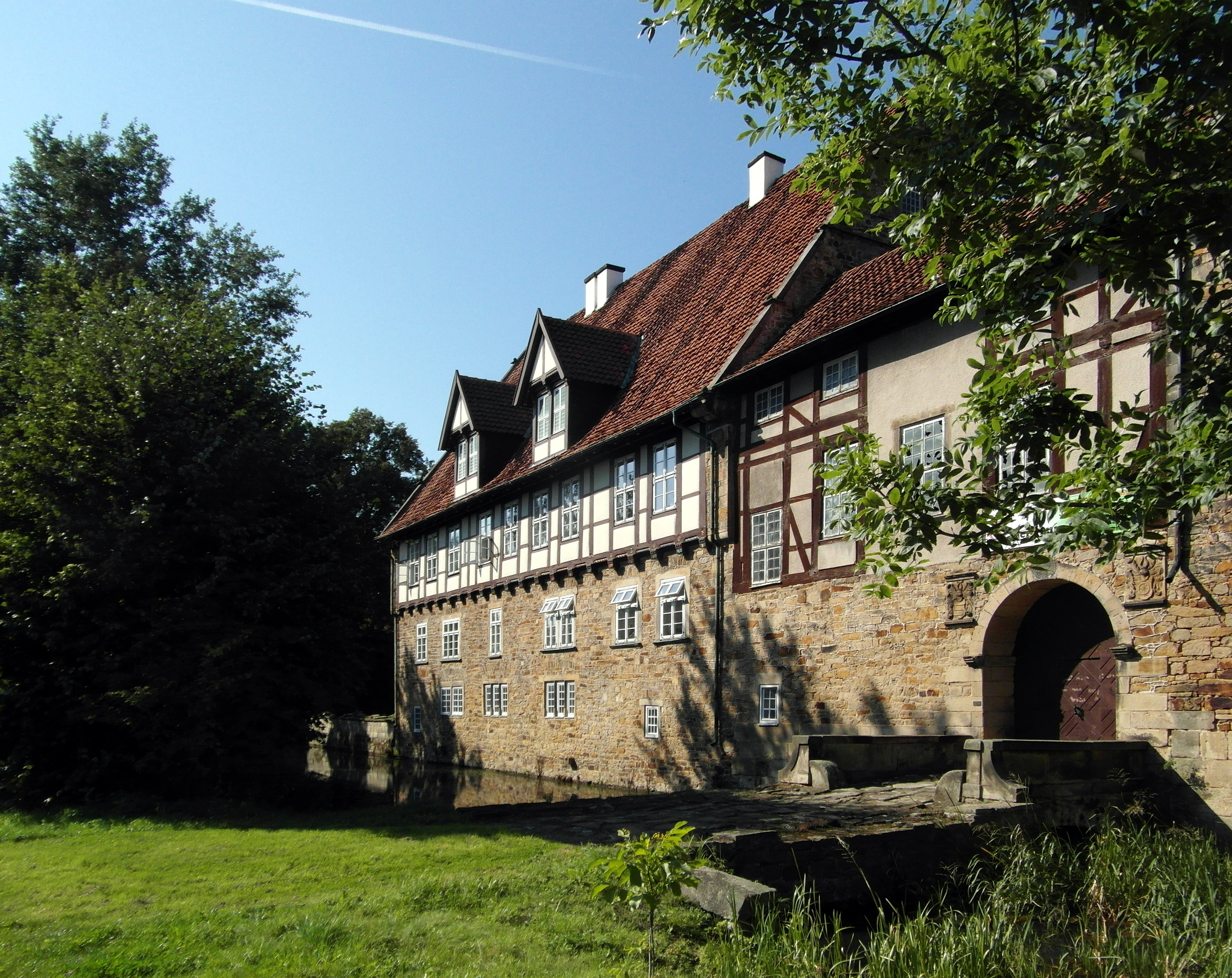
Rittergut Nordgoltern

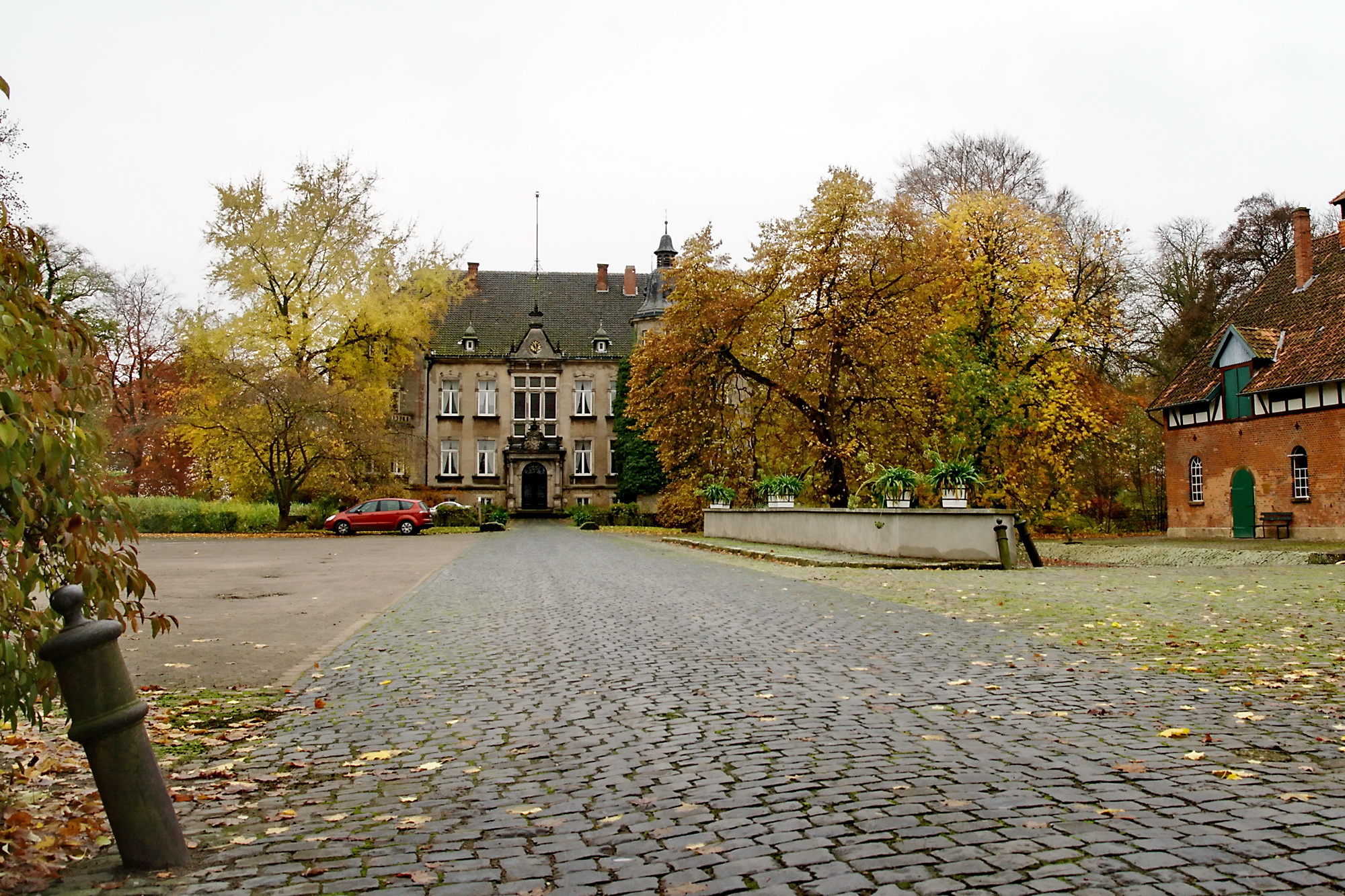
Rittergut Eckerde

Der älteste calenbergische Lehenbrief stammt aus dem Jahre 1462. Im Fürstentum Lüneburg besaßen die Herren von Heimburg seit 1539 Lehensgüter. Frühe Lehensverhältnisse bestanden auch zum Bistum Halberstadt und dem Hochstift Hildesheim. Am Hofe der Herzöge von Braunschweig-Lüneburg erhielten sie hohe Ämter und gelangten zu großem Ansehen. So war Anno IV. von Heimburg um 1270 Vogt zu Celle. Seine vier Söhne waren bis 1301 in Spechtshorn mit einem „domum“ der Grafen von Wölpe belehnt.
Im späteren Königreich Hannover gehörten sie wegen des Besitzes der Güter Nordgoltern (bis 1870), Landringhausen und Eckerde (heute alles Stadtteile von Barsinghausen) im Calenbergischen und zweier Güter zu Wietzendorf im Lüneburgischen zum ritterschaftlichen Adel. Das Rittergut Eckerde wird bis heute von der Familie bewirtschaftet.
Während des 19. Jahrhunderts und später erscheinen Mitglieder der Familie in der königlich hannoverischen aber auch in der königlich preußischen Armee. Ein von Heimburg war im Jahre 1806 Adjutant des Generals von Schenck in Hamm. Ein weiterer war zur gleichen Zeit Leutnant in der magdeburgischen Füsilierbrigade und diente im Bataillon „Kaiserlingk“ zu Hildesheim. Nach der Völkerschlacht bei Leipzig erhielt er das Eiserne Kreuz. Friedrich von Heimburg war 1852 Oberst und Kommandant zu Lüneburg.
Von 1903 bis zum Verkauf 1937 gehörte das Schloss Rammelburg in Sachsen-Anhalt einem Zweig der Familie.

## Wappen
Das ursprüngliche Wappen des Geschlechts wird von der Linie Goltern geführt. Es zeigt in Gold drei rote Balken. Auf dem Helm mit rot-goldenen Helmdecken zwei wie der Schild bezeichnete Büffelhörner.
Das Wappen der Linie Eckerde hat eine verwechselte Tingierung und zeigt in Rot drei goldene Balken. Auf dem Helm mit rot-goldenen Helmdecken zwei wie der Schild bezeichnete Büffelhörner.
Der Wappenspruch lautet: „gerade Wege - güldene Wege“.

## Bekannte Familienmitglieder
- Anno von Heimburg († nach 1170), Vogt von Goslar
- Emil von Heimburg (1806–1881), Oberamtmann in Jever, Mitglied des Oldenburgischen Landtags
- Erik von Heimburg (1892–1946), SS-Brigadeführer und Generalmajor der Polizei
- Ernest von Heimburg (1896–1976), Vizeadmiral der US-Navy
- Friedrich von Heimburg (1859–1935), deutscher Verwaltungs- und Hofbeamter und Parlamentarier
- Friedrich von Heimburg (1839–1906), preußischer Generalleutnant
- Georg von Heimburg (1863–1945), deutscher General der Artillerie
- Gustav von Heimburg (1828–1910), deutscher Verwaltungsjurist
- Heino von Heimburg (1889–1945), deutscher Marineoffizier
- Heino Ernst von Heimburg (1764–1839), Landjägermeister in Westerstede
- Martin Friedrich von Heimburg (1690–1766), kurhannoverischer Generalleutnant
- Paul von Heimburg (1836–1913), preußischer Generalleutnant
- Paul von Heimburg (1851–1936), preußischer Generalmajor
- Sibylle von Heimburg (* 1951), Juristin, Richterin am Bundesverwaltungsgericht
- York von Heimburg (* 1957), deutscher Manager